# Geamăna (okręg Ardżesz)
Geamăna – wieś w Rumunii, w okręgu Ardżesz, w gminie Bradu. W 2011 roku liczyła 3109 mieszkańców.